# Мнесифид (один из Тридцати тиранов)
Мнесифид (умер после 403 года до н. э.) — древнегреческий политический деятель, член коллегии Тридцати (в последующей традиции «Тридцать тиранов»), которая пришла к власти в Афинах в 404 году до н. э.. Известно, что Мнесифид принадлежал к той трети членов совета, которая была предложена Фераменом, и представлял филу Антиохида. Он упоминается в речи Лисия против Эратосфена. О дальнейшей судьбе Мнесифида ничего не известно. При этом античные авторы сообщают, что большинство «тиранов» после поражения в гражданской войне бежало в Элевсин (403 год до н. э.), и позже одни предстали перед судом, другие были убиты, а третьи нашли убежище в других регионах Греции.